# Plan de Barranquilla
El Plan de Barranquilla fue un documento y análisis firmado el 22 de marzo de 1931 en la ciudad colombiana de Barranquilla por exiliados políticos del gobierno venezolano de Juan Vicente Gómez. El plan criticaba al gobierno de Gómez, al gomecismo y a las empresas transnacionales, al igual que al caudillismo, el latifundismo y el capitalismo. El documento es considerado como el «programa-manifiesto» de la Agrupación Revolucionaria de Izquierda (ARDI) —predecesor del partido Acción Democrática—, organización que se fundó por los firmantes pocos días después en la misma ciudad.

## Contenido
El plan era de naturaleza marxista y avocaba por la «protección efectiva para el proletariado urbano», la lucha de clases, el enfrentamiento con el capital de trabajo y sus socios en el territorio nacional, la libertad de prensa y la alfabetización. Sin embargo, a pesar de partir de un análisis marxista de la realidad, la propuesta era socialdemócrata moderada. Estructuralmente el documento se dividió en dos partes: la primera comprendía un análisis de la sociedad venezolana desde el materialismo histórico y la segunda establecía un «programa mínimo» de acción. Varios de los puntos establecidos en el programa incluyen:
1. Exclusión de los militares del manejo de los cargos públicos e instauración de un gobierno civil.
2. Libertad de expresión y pensamiento.
3. Confiscación de los bienes de Juan Vicente Gómez.
4. Creación de un Tribunal de Salud Pública que investigue y «sancione los delitos del despotismo».
5. Protección de la clase productora de «la tiranía capitalista».
6. Intensa campaña de alfabetización de las masas obreras y campesinas.
7. Autonomía universitaria.
8. Revisión de los contratos y concesiones petroleras.
9. Convocación de una asamblea nacional constituyente.
10. Abandono del personalismo y la megalomanía gomecista.

## Firmantes

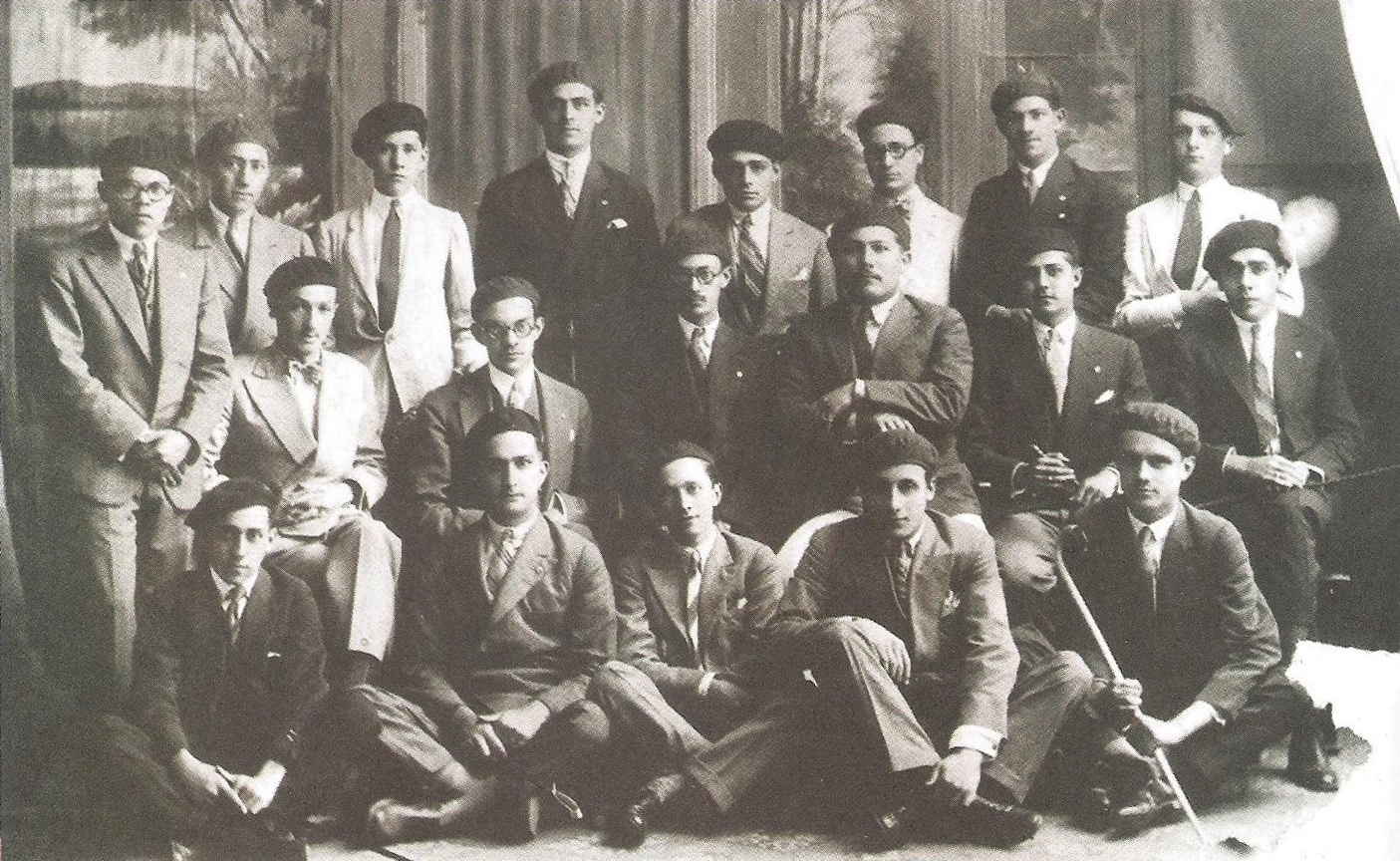
Estudiantes de la Generación del 28.

La mayoría de los participantes que redactaron y firmaron el Plan de Barranquilla fueron estudiantes de la Generación del 28 y exiliados políticos. Los 12 firmantes iniciales fueron:
1. Rómulo Betancourt (redactor del documento)
2. Raúl Leoni
3. Pedro Juliac
4. Valmore Rodríguez
5. Ricardo Montilla
6. César Camejo
7. Pedro José Rodríguez Berroeta
8. Simón Betancourt
9. Rafael Ángel Castillo
10. José Joaquín Palacios
11. Carlos Peña Uslar
12. Mario Plaza Ponte

Poco después se añadieron otros exiliados como:
| - Carlos D' Ascoli - Jóvito Villalba - Gonzalo Carnevali - Alberto Ravell - Luis Villalba Villalba - Mariano Picón Salas - Germán Herrera Umérez - Herman Nass | - Carlos Irazábal - Joaquín Gabaldón Márquez - J.C. Sotillo Picornell - Antonio García - Manuel Felipe Rugeles - Isaac J. Pardo - Héctor de León - Francisco Rivas Lázaro |

## Efectos
Los dialogantes empezaron a diferir sobre el enfoque que este plan debería tener, teniendo puntos de vista diferentes y divididos entre los comunistas que seguían las ideas del Partido Comunista de la Unión Soviética, quienes más adelante serían los fundadores del Partido Comunista Venezolano, y los futuros fundadores de Acción Democrática (AD) en 1941, quienes no se guiaban por organizaciones extranjeras y buscaban un camino nacional. En 1931 fundarían la organización Agrupación Revolucionaria de Izquierda (ARDI) y llegan a un acuerdo con el Partido Comunista de Venezuela en 1935. A pesar de que el plan nunca se realizó, varios de los trabajos y acuerdos desarrollados experimentaron cambios luego de que los estudiantes regresaran al país, y más adelante se convertirían en las bases del Plan de Febrero.
El documento se conoció en Venezuela solo a partir de 1936 bajo el gobierno de Eleazar López Contreras, quien lo incluyó en el Libro Rojo, obra que buscaba demostrar las vinculaciones comunistas de los firmantes del Plan de Barranquilla.